# Margit Frenk
Margit Frenk, nom complet Margarita Ana María Frenk y Freund, també signa a vegades com Margit Frenk Alatorre, (Hamburg, 21 d'agost de 1925) és una filòloga, folklorista i traductora mexicana d'origen alemany, professora de la UNAM.

## Vida i obra
La família d'Ernst Frenk i Mariana Frenk-Westheim emigrà a Mèxic amb els seus fills petits, Silvestre i Margit, el 1930 davant l'ascens del nazisme, ja que eren descendents de jueus sefardites. Margit va estudiar Filosofia i Lletres a la UNAM. El 1946 feu una estada amb una beca al Bryn Mawr College, després passà cinc anys a la Universitat de Berkeley, on obtingué el màster (1949), i retornà al Colegio de México on fou professora i investigadora de 1950 a 1980. El 1972 s'hi doctorà amb una tesi intitulada Las jarchas mozárabes y los comienzos de la lírica románica.
S'especialitzà en el romancero i la lírica tradicional espanyola. També feu estudis sobre l'espanyol de Mèxic. Fou col·laboradora de la Nueva revista de filologia hispánica (NRFH), coordinada per Raimundo Lida i Antonio Alatorre, amb qui es va casar. Des de 1958 fou la coordinadora del grup de recerca que va publicar, entre 1975 i 1985, els cinc volums del cançoner popular mexicà (Cancionero folklórico de México).
Des de 1966 ha estat professora de la UNAM; l'any 2000 hi va fundar la Revista de Literaturas Populares.
És la traductora del llibre clàssic d'Ernst Robert Curtius, Literatura europea y Edad Media latina (publicat al Fondo de Cultura Económica). Els textos grecs i llatins del llibre, els traduí Alatorre.
El 1993 fou escollida acadèmica de l'Academia Mexicana de la Lengua, i, com a tal, té el rang de membre corresponent de la Real Academia Española. És doctora honoris causa per la Sorbona, la Universitat de Sevilla i la Universidad Nacional Autónoma de México. És membre de la British Academy i presidenta honorària de l'Asociación Internacional de Hispanistas. Ha rebut diversos premis, com el de la Universidad Nacional, el 1999; el Premio Nacional de Ciencias y Artes de Mèxic, el 2000; el San Millán de la Cogolla, el 2004; el premi Internacional Alfonso Reyes 2006, i el 2009 el XXIII Premi Internacional Menéndez Pelayo.
Li ha estat dedicada una miscel·lània en homenatge: Presencia del cancionero infantil en la lírica hispánica: homenaje a Margit Frenk, Cuenca: Ediciones de la Universidad de Castilla-La Mancha, 2013.

## Publicacions
- Lírica hispánica de tipo popular: Edad Media y Renacimiento. México: Universidad Nacional Autónoma de México, 1966
- Coplas de amor del folklore mexicano. Con Yvette Jiménez de Báez. México: El Colegio de México, 1970
- Estudios sobre lírica antigua. Madrid: Editorial Castalia, 1978. ISBN 84-7039-270-0
- Ed. de Juan Ruiz de Alarcón: Comedias. Caracas: Biblioteca Ayacucho, 1982. ISBN 84-660-0104-2
- Literatura española del Siglo de Oro. México: Trillas, 1982. ISBN 968-24-1296-X
- Entre folklore y literatura. México: El Colegio de México, 2a ed. 1984. ISBN 968-12-0258-9
- Cancionero de romances viejos. México: Universidad Nacional Autónoma de México, 3a. ed. 1984. ISBN 968-837-217-X
- Las jarchas mozárabes y los comienzos de la lírica románica. México: El Colegio de México, 2a ed. 1985. ISBN 968-12-0268-6
- Con Luis Muro, Cancionero folklórico de México: antología, glosario, índices México: El Colegio de México, 1985
- Corpus de la antigua lírica popular hispánica. Siglos XV a XVII. Madrid: Castalia, 1987, 1990. ISBN 84-7039-491-6[2]
- Ed. de Fernán González de Eslava: Villancicos, romances, ensaladas y otras canciones devotas. México: El Colegio de México, 1989. ISBN 968-12-0410-7
- Corpus de la antigua lírica popular hispánica. Suplemento. Madrid: Castalia, 1992. ISBN 84-7039-638-2
- Symbolism in Old Spanish Folk Songs. London: Queen Mary and Westfield College, 1993
- Charla de pájaros o Las aves en la poesía folklórica mexicana. México: UNAM, 1994. ISBN 968-36-3939-9
- Lírica española de tipo popular. Madrid: Cátedra, 12a. ed. 2001. ISBN 84-376-0096-0
- Nuevo corpus de la antigua lírica popular hispánica: Siglos XV a XVII. 2 vol. México: Universidad Nacional Autónoma de México/El Colegio de México/Fondo de Cultura Económica, 2003. ISBN 968-16-6782-4
- Entre la voz y el silencio (La lectura en tiempos de Cervantes). Alcalá de Henares: Centro de Estudios Cervantinos, 1997/México: Fondo de Cultura Económica, 2005. ISBN 968-16-7588-6
- Poesía popular hispánica: 44 estudios. México: Fondo de Cultura Económica, 2006. ISBN 968-16-7368-9
- Del Siglo de Oro español. México: El Colegio de México, 2007. ISBN 068-12-1286-X Error en ISBN: suma de verificació no vàlida
- Estudios de lingüística. México: El Colegio de México, 2007. ISBN 968-12-1308-4